# Vitória Rodrigues
 Vitória Mendonça de Souza Rodrigues (Petrópolis, 11 de janeiro de 1999) é uma voleibolista brasileira praticante da modalidade de vôlei de praia e que também já atuou como voleibolista  indoor. No vôlei de praia foi semifinalista na edição do Campeonato Mundial de Vôlei de Praia Sub-19 de 2016 no Chipre.

## Carreira
Ela iniciou na prática do voleibol de praia  ainda muito cedo, ou seja, ao cinco anos de idade quando ingressou na escolinha  da Saúde, Esporte e Lazer (Sel), localizada no bairro da Barra da Tijuca, Rio de Janeiro.
A partir de 2012 competiu no voleibol de quadra (indoor) quando defendeu as categorias de base do CR Flamengoaté 2014 esteve vinculada a este clube em 2015 foi registrada como atleta de vôlei de praia.
Formou dupla com Giovanna Gonçalves no Circuito brasileiro de Vôlei de Praia Sub-19 de 2016 conquistando os títulos das etapas de Saquarema, de João Pessoa e de Manaus, conquistando o título para a  Federação de Volleyball do Rio de Janeiro.
Com Giovanna Gonçalves também disputou o Circuito Brasileiro de Vôlei de Praia Su-21 de 2016, conquistando o título da etapa de Saquarema, como convidadas, qualificadas conquistaram o título da etapa de Jaboatão dos Guararapes, vice-campeãs na etapa  do Rio de Janeiro, e também em Palmas.
Formou dupla com Ana Carolina Costa na etapa de Jaboatão dos Guararapes pelo Circuito Brasileiro de Vôlei de Praia sub-23 de 2016 ocasião que finalizaram com o bronze, já na etapa de Rio de Janeiro alcançou o quinto lugar ao lado Talita Simonetti, mesma posição obtida quando atuou com Giovanna Gonçalves na etapa de Brasília e jogando com Victória Tosta foi vice-campeã na etapa de São José.
Em 2016 foi convocada para representar o Campeonato Mundial de Vôlei de Praia Sub-19 ao lado de Ana Carolina Costa, edição sediada em Lárnaca, Chipre, e foram semifinalistas alcançando o quarto lugar. Com Juliana Simões conquistou a etapa de Aracaju pelo Circuito Brasileiro de Vôlei de Praia Nacional 2016-17 e o bronze na etapa de Maceió; e com  Alba Oliveira alcançou o quinto lugar nas etapas de João Pessoa e de São José, além do cécimo lugar conquistado ao lado de  Fiama Magrini na etapa de Uberlândia, o décimo sétimo lugar com Giovanna Gonçalves e com esta jogadora finalizou na décima terceira colocação em Campo Grande.
Também disputou a etapa em Vitória, esta válida pelo Circuito Brasileiro de Vôlei de Praia Open 2016-17, na ocasião jogou com Juliana Simões e terminaram na décima terceira. Em 2017 competiu no Campeonato Carioca de Vôlei de Praia Sub-19 ao lado de Giovanna Gonçalves e  conquistaram o título da primeira etapa, não pontuou na segunda etapa e também na terceira; também com esta jogadora conquistou o título da primeira etapa do Campeonato Carioca, da segunda etapa e também da terceira etapa.
No segundo semestre de 2017 voltou a competir no Campeonato Carioca de Vôlei de Praia Sub-19, alcançando o décimo primeiro lugar atuando ao lado de Giovanna Gonçalves,
não pontuando na segunda etapa e com Giovanna Bello conquistou o título na terceira etapa. Representando o Rio de Janeiro IV Campeonato Brasileiro Escolar (Série Ouro), sediado em Maringá, organizado pela Confederação Brasileira do Desporto Escolar (CBDE) e o Comitê Brasileiro de Clubes (CBC) e Federação do Esporte Escolar do Paraná (FDEPR), ocasião que na competição de duplas atuou ao lado de Giovanna Gonçalves na conquista da medalha de ouro.
Novamente atuou com Victória Tosta e juntas disputaram a edição do Campeonato Mundial de Vôlei de Praia Sub-21 de 2017 em Nanquim, China, foram eliminadas na fase classificatória, na terceira rodada finalizando assim na trigésima terceira colocação.E neste mesmo ano competiu ao lado de Giovanna Gonçalves pelo Circuito Brasileiro de Vôlei de Praia Sub-21, sagrando-se campeãs da etapa de Maceió,  sendo vice-campeãs na etapa de Maringá e disputou com Giovanna Bello a etapa de Manaus do Circuito Brasileiro de Vôlei de Praia Sub-19 de 2017, na ocasião foram semifinalistas, finalizando na quarta posição.
Pelo Circuito Brasileiro de Vôlei de Praia Challenger de 2017 disputou com Juliana Simões alcançando a nona posição na etapa de Maringá, a quinta posição na etapa de Bauru e quarta colocação na etapa do Rio de Janeiro.
Na edição do Campeonato Mundial Sub-21 de 2019 sediado em Udon Thani conquistou juntamente com Victória Tosta a inédita medalha de ouro.

## Títulos e resultados
- Campeonato Mundial de Voleibol de Praia Sub-19:2016[16]
- Etapa de Aracaju do Circuito Brasileiro de Voleibol de Praia – Nacional:2016-17[17]
- Etapa de Maceió do Circuito Brasileiro de Voleibol de Praia – Nacional:2016-17[18]
- Etapa de Manaus do Circuito Brasileiro de Vôlei de Praia Sub-19:2017[38]
- Etapa do Rio de Janeiro Circuito Brasileiro de Voleibol de Praia - Challenger:2017[41]
- Etapa de Maceió do Circuito Brasileiro de Vôlei de Praia Sub-21:2017[36]
- Etapa de Maceió do Circuito Brasileiro de Vôlei de Praia Sub-21:2017[37]
- Etapa de São José do Circuito Brasileiro de Vôlei de Praia Sub-23:2016[14]
- Etapa de Jaboatão dos Guararapes do Circuito Brasileiro de Vôlei de Praia Sub-23:2016[11]
- Etapa de Jaboatão dos Guararapes do Circuito Brasileiro de Vôlei de Praia Sub-21:2016[8]
- Etapa de Saquarema do Circuito Brasileiro de Vôlei de Praia Sub-21:2016[7]
- Etapa de Palmas do Circuito Brasileiro de Vôlei de Praia Sub-21:2016[10]
- Etapa do Rio de Janeiro do Circuito Brasileiro de Vôlei de Praia Sub-21:2016[9]
- Circuito Brasileiro de Voleibol de Praia Sub-19:2016[1]
- Etapa de Manaus do Circuito Brasileiro de Vôlei de Praia Sub-19:2016[6]
- Etapa de João Pessoa do Circuito Brasileiro de Vôlei de Praia Sub-19:2016[5]
- Etapa de Saquarema do Circuito Brasileiro de Vôlei de Praia Sub-19:2016[4]
- 3ª Etapa do Campeonato Carioca de Voleibol de Praia Sub-21:2017[30]
- 2ª Etapa do Campeonato Carioca de Voleibol de Praia Sub-21:2017[29]
- 1ª Etapa do Campeonato Carioca de Voleibol de Praia Sub-21:2017[28]
- 3ª Etapa (2º semestre) do Campeonato Carioca de Voleibol de Praia Sub-19:2017[33]
- 1ª Etapa do Campeonato Carioca de Voleibol de Praia Sub-19:2017[25]
- Campeonato Brasileiro Escolar- Série Ouro:2017[34]

## Premiações Individuais
[carece de fontes?]